# Helkama
Helkama är ett finskt företagskonglomerat som bland annat tillverkar cyklar, kablar och kylskåp.
Helkama grundades 1905 av Heikki J. Helkama (fram till 1928 Hellman) i Tammerfors. Man tillverkade från starten cyklar och symaskiner. 1915 flyttade man tillverkningen till Viborg och 1934 följde öppnandet av en storbutik i Helsingfors. Företaget togs senare över av grundarens söner Matti, Paavo, Pekka och Eero Helkama. Expansion skedde bland annat genom att man började importera bilar. Helkama-Auto importerar sedan 1947 Škoda.
Företaget är sedan 1986 indelat i fyra divisioner och företaget drivs fortfarande av familjen Helkama.
- Helkama-Auto Oy: import av Skoda, Avis biluthyrning i Finland
- Helkama Forste Oy: kylskåp (för butiker, restauranger) och hushållsapparater
- bilimport, fraktbolag, fastighetsbolag (Uuttera)
- Helkama Bica Oy med Helkama Velox Oy: tillverkar kablar och cyklar

Helkama Velox Oy tillverkar cyklar i Hangö. Man tillverkar cyklar för industri och privatpersoner. Man gör även specialcyklar för handikappade och äldre. Företagets mest populära modeller heter Aino, Oiva och Jopo.
Helkama tillverkade tidigare mopeder. Helkamas kultförklarade Raisu, Ässä samt Helkama AX är några kända modeller i Finland. Helkama AX var smått revolutionerande med vattenkyld maskin och varvmätare. Helkama AX blev Helkamas sista moped (1993).

## Mopeder
- Tossu
- Raisu
- Ässä
- Ax